# Дащенки
Даще́нки — село в Україні, Чернігівській області, Прилуцькому районі. Входить до складу Варвинської селищної громади.

## Географія
Розташоване біля річки Многа, за 15 км від центру громади та за 30 км від залізничної станції Пирятин. На схід від села розташований ботанічний заказник «Дащенки».

## Історія
Під час організованого радянською владою Голодомору 1932—1933 років померло щонайменше 434 жителі села.

## Населення
Згідно з переписом УРСР 1989 року чисельність наявного населення села становила 631 особа, з яких 242 чоловіки та 389 жінок.
За переписом населення України 2001 року в селі мешкали 492 особи.

### Мова
Розподіл населення за рідною мовою за даними перепису 2001 року:
| Мова       | Відсоток |
| ---------- | -------- |
| українська | 98,59 %  |
| російська  | 1,41 %   |

## Відомі люди
- Аверкій Гончаренко — український військовик, командир українських частин у бою під Крутами.
- Юрій Приліпко — український пожежник.